# ヴヌーコヴォ航空
ヴヌーコヴォ航空（ヴヌーコヴォこうくう、ロシア語: Внуковские авиалинии）はロシアのモスクワにあるヴヌーコヴォ国際空港を拠点としていた航空会社。2001年に破産した後、シベリア航空（現在はS7航空）に買収されて消滅した。
1996年8月29日にノルウェーのロングイェールビーンにあるスヴァールバル空港への着陸進入中の2801便が墜落して141人が死亡した、ノルウェー史上最悪の航空事故を起こした。